# Yūdai Nishikawa
Yūdai Nishikawa (japanisch 西川 優大 Nishikawa Yūdai; * 19. April 1986 in der Präfektur Tokio) ist ein japanischer Fußballspieler.

## Karriere
Nishikawa erlernte das Fußballspielen in der Universitätsmannschaft der Universität Tsukuba. Seinen ersten Vertrag unterschrieb er 2009 bei FC Gifu. Der Verein spielte in der zweithöchsten Liga des Landes, der J2 League. Für den Verein absolvierte er 114 Ligaspiele. 2012 wechselte er zum Ligakonkurrenten Kataller Toyama. Für den Verein absolvierte er 70 Ligaspiele. Im August 2014 wechselte er zum Ligakonkurrenten Tochigi SC. Für den Verein absolvierte er 37 Ligaspiele. 2016 kehrte er zum Drittligisten Kataller Toyama zurück. Für den Verein absolvierte er 19 Ligaspiele.